# Fomitopsis
Fomitopsis es un género de más de 40 especies de hongos de soporte en la familia Fomitopsidaceae.

## Taxonomía
El género fue delimitado por el micólogo finlandés Petter Karsten en 1881 con Fomitopsis pinicola como especie tipo. El análisis molecular indica que Fomitopsis pertenece al clado antrodia, que contiene alrededor del 70% por ciento de hongos de podredumbre parda. Otros géneros que se unen a Fomitopsis en el grupo central de antrodia incluyen Amyloporia, Antrodia, Daedalea, Melanoporia, Piptoporus y Rhodonia. Los estudios han indicado que Fomitopsis y Piptoporus eran filogenéticamente heterogéneos, y el tipo de ese género, Piptoporus betulinus, se encuentra en el grupo central de Fomitopsis. Este hongo, muy conocido por su uso por Ötzi the Iceman, fue transferido a Fomitopsis en 2016.
La secuencia completa del genoma de Fomitopsis palustris se informó en 2017.
El nombre genérico combina el nombre Fomes con la palabra griega antigua ὄψις ("apariencia").

## Descripción
Las especies de Fomitopsis tienen cuerpos fructíferos que son en su mayoría perennes, con formas que van desde sésiles a reflejadas (parcialmente en forma de costra y parcialmente pileadas). La textura del cuerpo fructífero es típicamente dura a leñosa, y la superficie de los poros es de color blanco a tostado o rosado con poros en su mayoría pequeños y regulares. Microscópicamente, Fomitopsis tiene un sistema de hifas dimíticas con hifas generativas sujetas. Las esporas son hialinas, de paredes delgadas, lisas, aproximadamente esféricas a cilíndricas, y son negativas en el reactivo de Melzer. Los hongos Fomitopsis causan una podredumbre parda.

## Especies

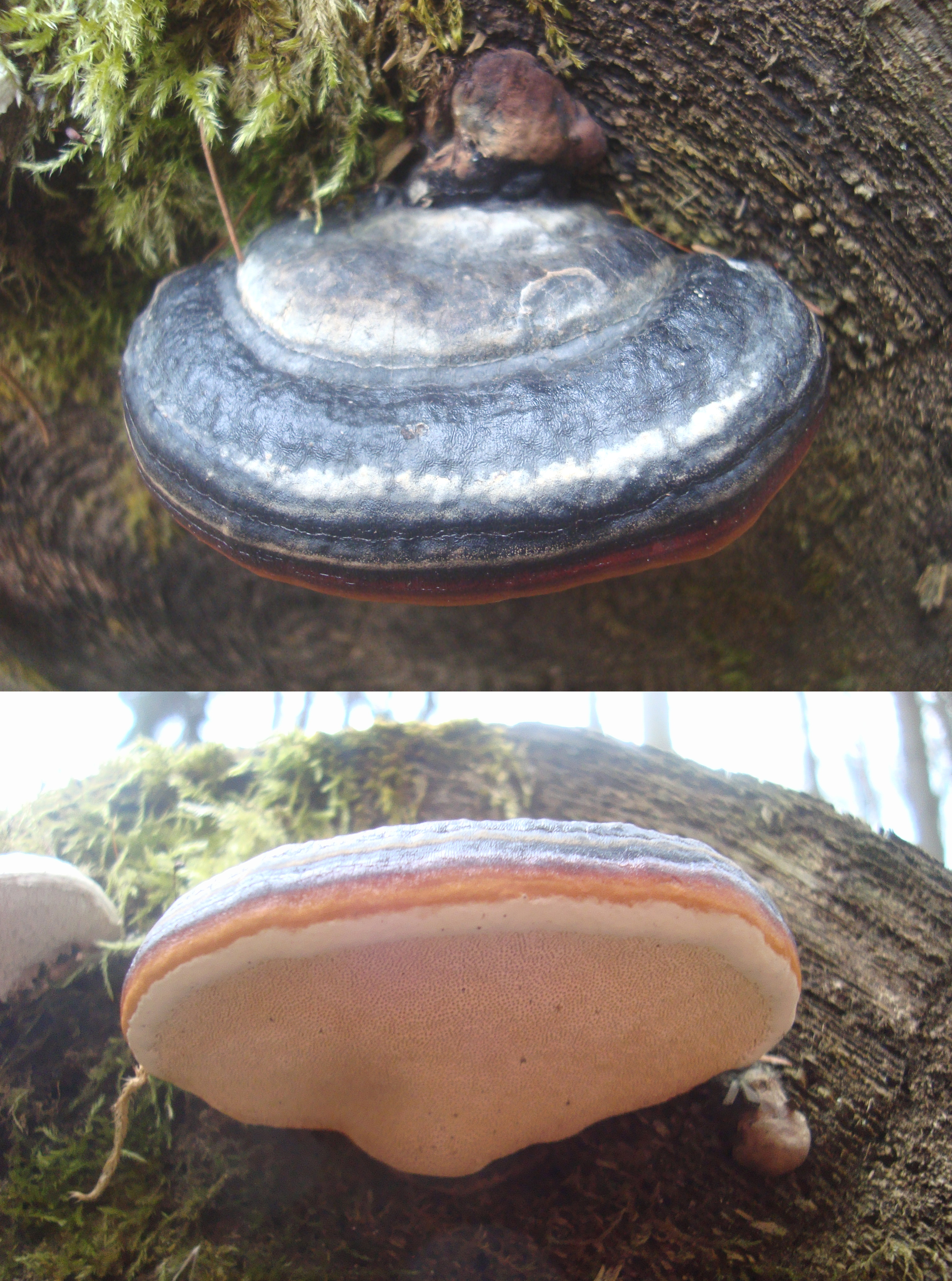
Fomitopsis rosea.

- Fomitopsis anhuiensis X.F.Ren & X.Q.Zhang (1992)
- Fomitopsis avellanea (Bres.) Ryvarden (1988) – Madagascar
- Fomitopsis betulina (Bull.) B.K.Cui, M.L.Han & Y.C.Dai (2016) – Hemisferio Norte
- Fomitopsis cajanderi (P.Karst.) Kotl. & Pouzar (1957) – América del Norte
- Fomitopsis cana B.K.Cui, Hai J.Li & M.L.Han (2013) – China
- Fomitopsis castanea Imazeki (1949)
- Fomitopsis concava (Cooke) G.Cunn. (1950)
- Fomitopsis cystidiata B.K.Cui & M.L.Han (2014)[7] – China
- Fomitopsis cytisina (Berk.) Bondartsev & Singer (1941)
- Fomitopsis durescens (Overh. ex J.Lowe) Gilb. & Ryvarden (1986)
- Fomitopsis epileucina  (Pilát) Ryvarden & Gilb. (1993)
- Fomitopsis euosma Corner (1989)
- Fomitopsis hainaniana J.D.Zhao & X.Q.Zhang (1991) – China
- Fomitopsis iberica Melo & Ryvarden (1989) – Europa
- Fomitopsis incarnatus K.M.Kim, J.S.Lee & H.S.Jung (2008)
- Fomitopsis kiyosumiensis Imazeki & R.Sasaki (1955)
- Fomitopsis labyrinthica Bernicchia & Ryvarden (1996)
- Fomitopsis lignea (Berk.) Ryvarden (1972) – San Vigente y las Granadinas
- Fomitopsis maire (G.Cunn.) P.K.Buchanan & Ryvarden (1988)
- Fomitopsis minuta Aime & Ryvarden (2007)[8] – Guyana
- Fomitopsis minutispora Rajchenb. (1995)[9] – Argentina
- Fomitopsis mounceae  Haight & Nakasone (2019) – Canadá, Estados Unidos[10]
- Fomitopsis niveomarginata L.W.Zhou & Y.L.Wei (2012)[11] – China
- Fomitopsis ochracea Ryvarden & Stokland (2008)[12]
- Fomitopsis officinalis (Vill.) Bondartsev & Singer (1941) – Europa
- Fomitopsis ostreiformis (Berk.) T.Hatt. (2003)
- Fomitopsis palustris (Berk. & M.A.Curtis) Gilb. & Ryvarden (1985) – Estados Unidos
- Fomitopsis pinicola (Sw.) P.Karst. (1881) – Europe; North America
- Fomitopsis pseudopetchii (Lloyd) Ryvarden (1972)
- Fomitopsis quadrans (Berk. & Broome) D.A.Reid (1963)
- Fomitopsis rosea (Alb. & Schwein.) P.Karst. (1881) – América del Norte, República Dominicana, Europa
- Fomitopsis rubida (Berk.) A.Roy & A.B.De (1996) – Philippines; Tanzania
- Fomitopsis rufolaccata (Bose) Dhanda (1981)
- Fomitopsis sanmingensis J.D.Zhao & X.Q.Zhang (1991)[13] – China
- Fomitopsis scalaris (Cooke) Ryvarden (1984)
- Fomitopsis schrenkii  Haight & Nakasone (2019) – Canada, USA[10]
- Fomitopsis scortea (Corner) T.Hatt. (2003)
- Fomitopsis sensitiva (Lloyd) R.Sasaki (1954)
- Fomitopsis singularis (Corner) T.Hatt. (2003)
- Fomitopsis spraguei (Berk. & M.A.Curtis) Gilb. & Ryvarden (1985) – Portugal
- Fomitopsis subfeei B.K.Cui & M.L.Han (2014)[14]
- Fomitopsis subtropica B.K.Cui & Hai J.Li (2013)[15] – China
- Fomitopsis subvinosa (Corner) T.Hatt. & Sotome (2013)
- Fomitopsis widdringtoniae Masuka & Ryvarden (1993)[16] – Malaui
- Fomitopsis zuluensis (Wakef.) Ryvarden (1972)
- Fomitopsis sp (Sudhakar,N.) Karthikeyan,G., Shurya,R., Rajha Viknesh,A.M., Ganesan,V. and Sudhakar,N. (2019)India